# Europäische Route der Backsteingotik

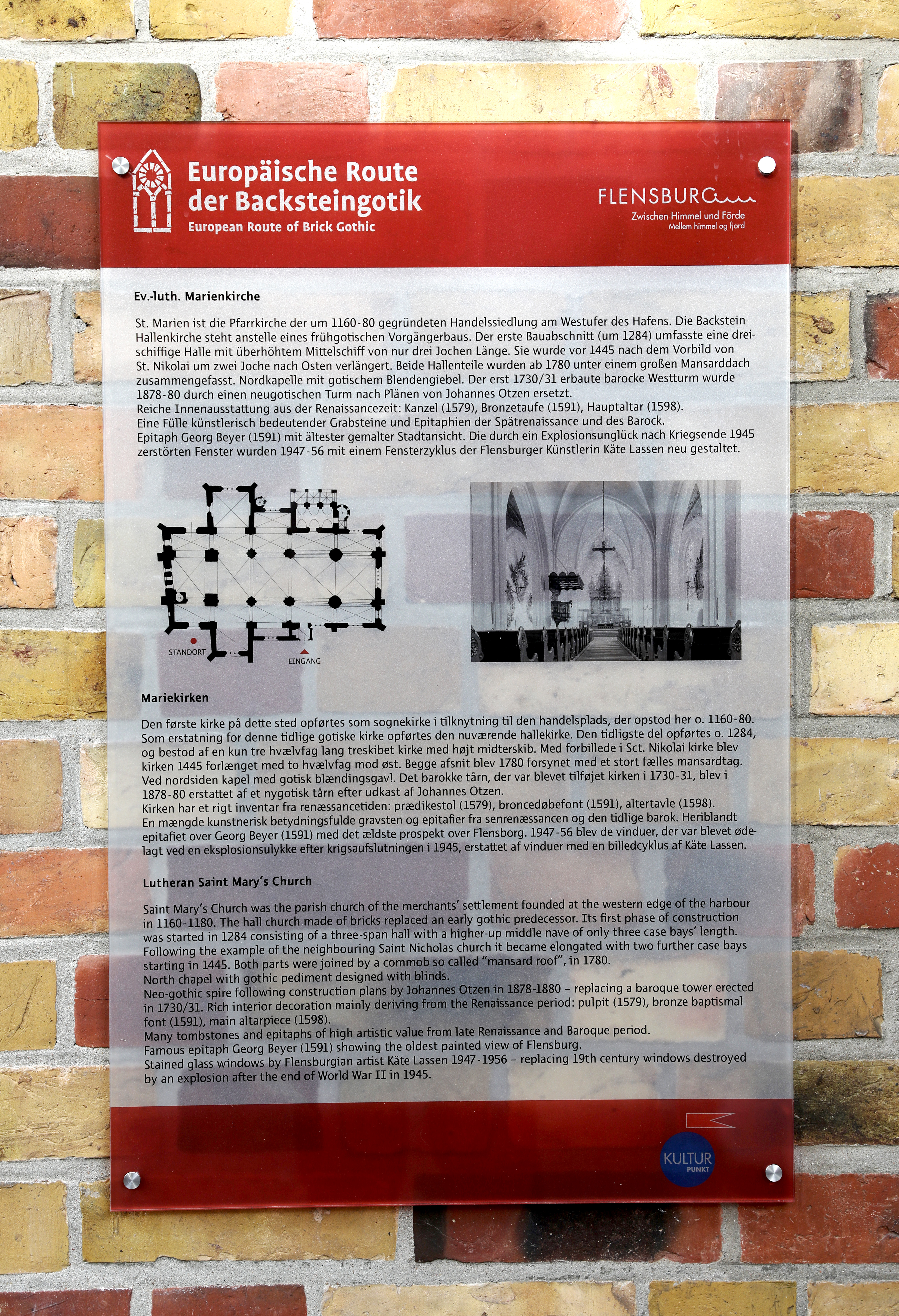
Bauwerksbeschilderung der Europäischen Route der Backsteingotik

Die Europäische Route der Backsteingotik (EuRoB) ist ein Verein, in dem sich Städte, Orte, Regionen, Gemeinden und Institutionen zusammengeschlossen haben, die in ihrem Gebiet Bauwerke der Backsteingotik aufweisen oder in einem backsteingotischen Gebäude ansässig sind. Zum Netzwerk gehören auch mehrere Förderer und Kooperationspartner.
Die Route vereint mehrere hundert sakrale und profane Bauwerke aus Dänemark, Deutschland und Polen, darunter Klöster, Kirchen, Rat- und Bürgerhäuser sowie Stadtbefestigungen wie Stadtmauern, Türme und Stadttore.
Der Zweck des Vereins ist die Förderung von Kunst und Kultur, von Wissenschaft, Bildung und Völkerverständigung, insbesondere die Bewahrung des gemeinsamen kulturellen Erbes der Backsteingotik und seine Vermittlung an eine breite Öffentlichkeit.

## Geschichte
In den 1990er Jahren wurde die Initiative „Wege zur Backsteingotik“ von Gottfried Kiesow, dem langjährigen früheren Vorstandsvorsitzenden der Deutschen Stiftung Denkmalschutz, ins Leben gerufen. Die Initiative hatte sich zur Aufgabe gesetzt, die zahlreichen backsteingotischen Baudenkmäler auf dem ehemaligen DDR-Gebiet zu erhalten und so auf das einzigartige Kulturerbe Backsteingotik aufmerksam zu machen. Am Ende der Initiative stand die Ausstellung „Gebrannte Größe“, die 2002 in den Hansestädten Greifswald, Rostock, Stralsund, Wismar und Lübeck gezeigt wurde. Auch heute noch können Teile dieser Ausstellung in der Marienkirche in Wismar sowie in der Marienkirche in Neubrandenburg besichtigt werden.
An die Initiative „Wege zur Backsteingotik“ schlossen sich 2002 zwei aufeinander folgende EU-Projekte an. Sie trugen den Namen „Europäische Route der Backsteingotik“ bzw. „European Route of Brick Gothic“ (EuRoB und EuRoB II). An beiden Projekten nahmen rund 34 Projektpartner teil (darunter knapp 30 Städte und Regionen) aus Dänemark, Deutschland, Schweden, Polen, Estland, Lettland und Litauen. Das zweite EU-Projekt EuRoB II endete 2007.
Mehrere ehemalige Projektpartner schlossen sich daraufhin am 26. September 2007 in Greifswald zum Verein „Europäische Route der Backsteingotik e. V.“ zusammen.
Im Jahr 2008 wurde der Verein von Deutschlands größtem Kulturmagazin „KulturSPIEGEL“ und der Agentur Causales als „Trendmarke des Jahres“ nominiert, 2010 wurde er auf der europäischen Leitmesse für Denkmalpflege, der „denkmal“ in Leipzig, für außergewöhnliche Leistungen im Bereich Denkmalschutz mit der Goldmedaille ausgezeichnet. 2012 erhielt der Verein den Sonderpreis der Jury des europäischen Denkmalschutz-Verbunds Europa-Nostra.

## Zweck und Arbeit des Vereines
Die Ziele des Vereins Europäische Route der Backsteingotik e. V. sind:
- die Unterhaltung und Weiterentwicklung der kulturhistorisch begründeten Europäischen Route der Backsteingotik,
- die Erfassung und Dokumentation von Baudenkmälern der Backsteingotik entlang der Route,
- die Darstellung der Geschichte und Entwicklung europäischer Backsteingotik und ihres bau-, kunst- und kulturhistorischen Kontexts,
- die Präsentation der Europäischen Route der Backsteingotik und ihrer Bauten in der europäischen Öffentlichkeit,
- die Realisierung von Informationsveranstaltungen und kulturhistorisch verknüpften Maßnahmen und Projekten zur europäischen Backsteingotik,
- die Konzipierung und Realisierung von Weiterbildungsmaßnahmen für die Mitglieder und Interessenten europäischer Backsteingotik,
- die Umsetzung lokaler, regionaler und internationaler Publikationen, Präsentationen und Veranstaltungen zur Information über die »Europäische Route der Backsteingotik« und Einbindung von Bürgern und Akteuren vor Ort sowie
- die Erarbeitung und Verbreitung von Informationsmaterial sowie Qualifizierung elektronischer Medien zur europäischen Backsteingotik.

Der Verein verfügt über zwei aktive Arbeitskreise zu den Themen Wissenschaft und Backstein sowie Tourismus und Marketing.
Die Europäische Route der Backsteingotik e. V. nimmt jedes Jahr an zahlreichen Veranstaltungen teil, so auch am Europäischen Kulturerbejahr, welches 2018 von der Europäischen Kommission unter dem Motto „Sharing Heritage“ initiiert wurde und dessen Netzwerk und Aktivitäten seitdem fortgeführt werden, u. a. an jedem dritten Samstag im Juni als europaweiter Tag der Backsteingotik.
Der Kultur-Reiseführer der Europäischen Route der Backsteingotik „Auf den Spuren des Mittelalters und der Hanse“ kann kostenfrei auf der Internetseite des Vereins bestellt werden.

## Mitglieder der Route

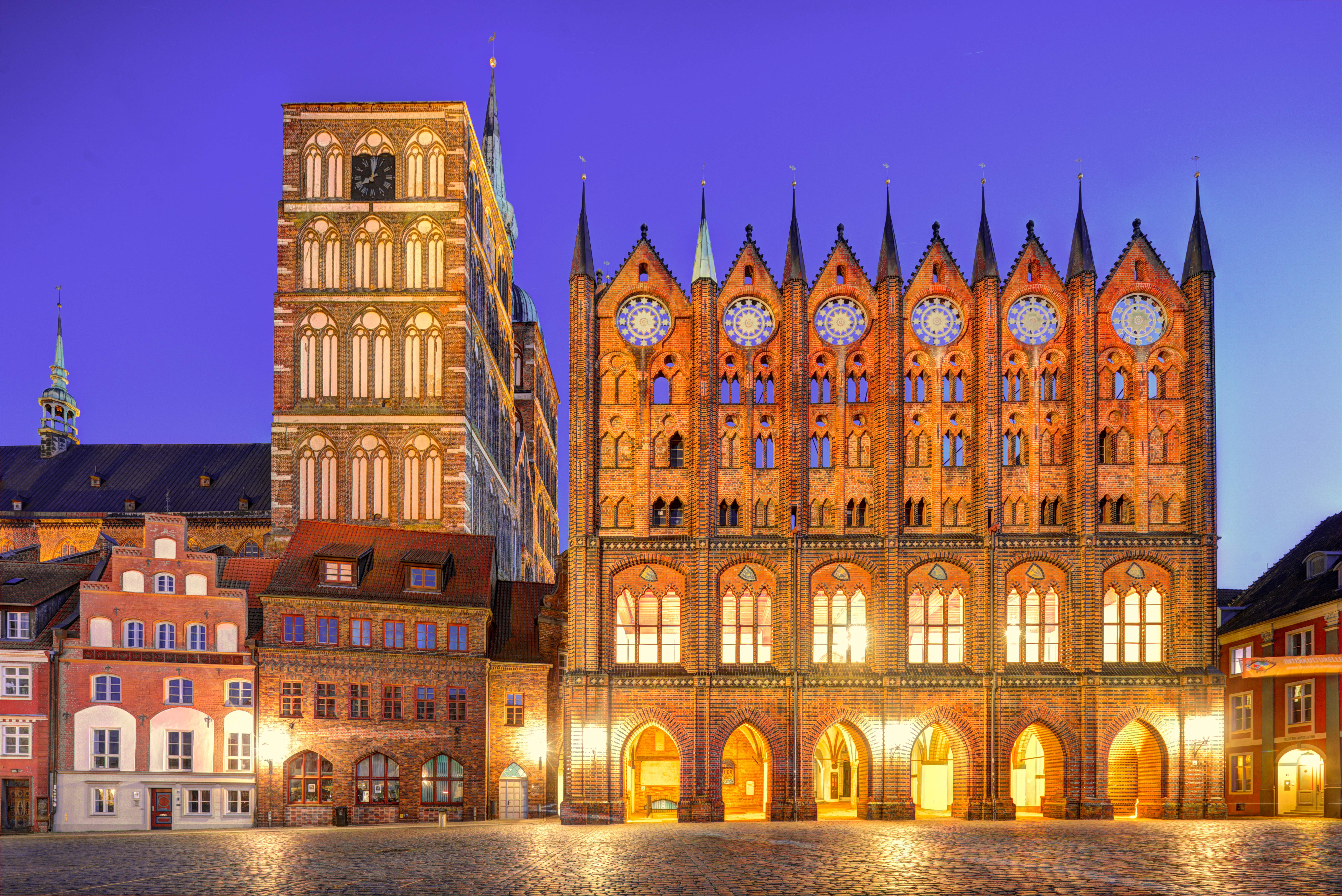
Stralsund, Rathaus und St. Nikolai, Foto © EuRoB, Eiko Wenzel

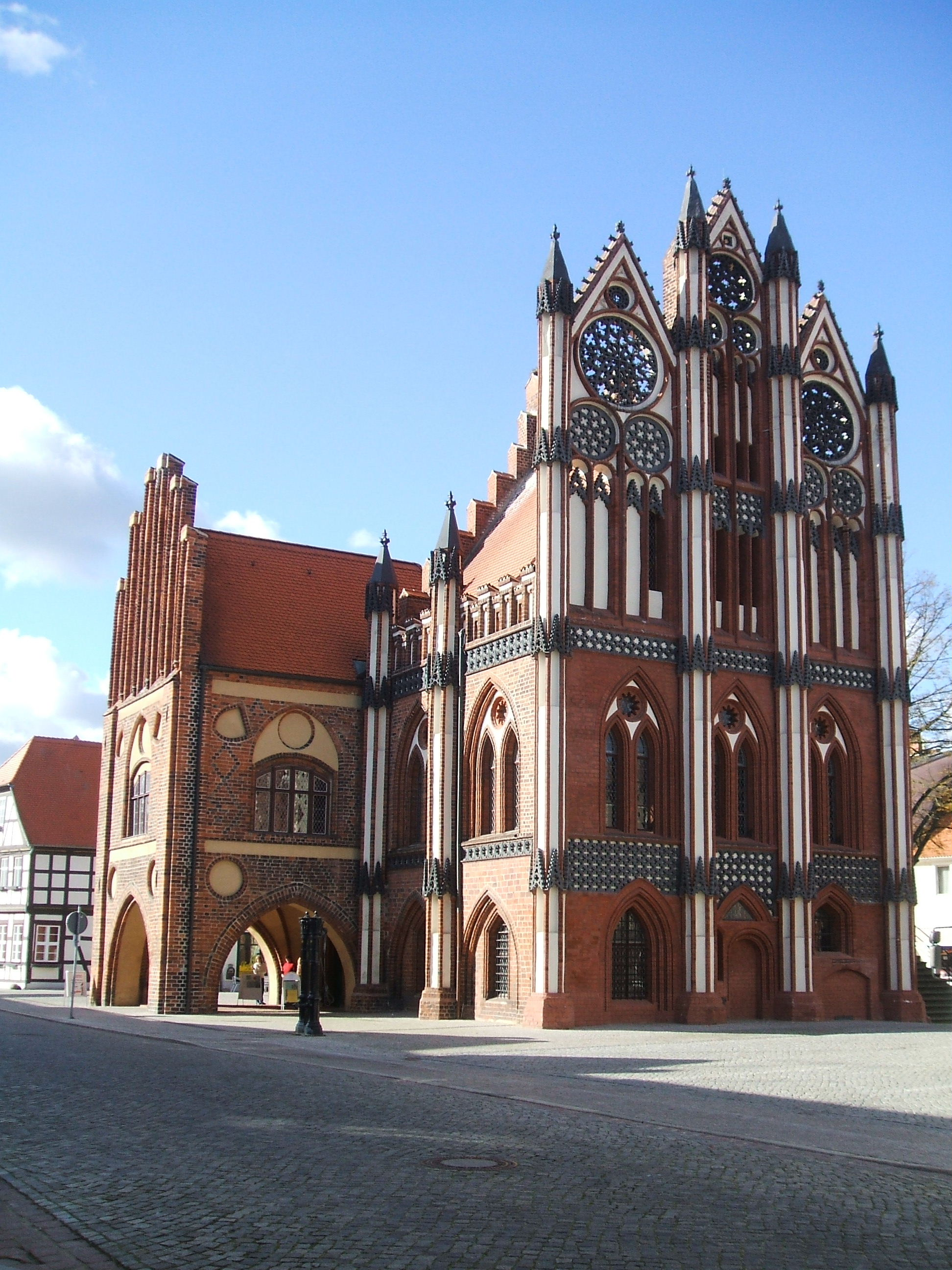
Rathaus von Tangermünde, Deutschland

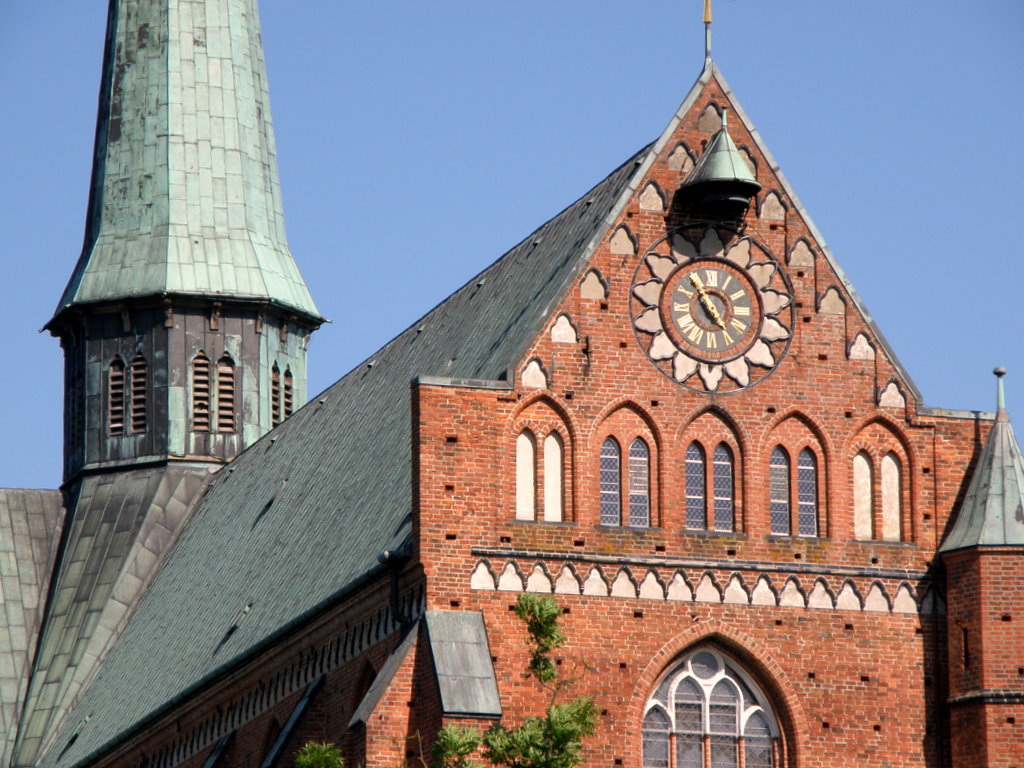
Giebel des Doberaner Münsters, Deutschland

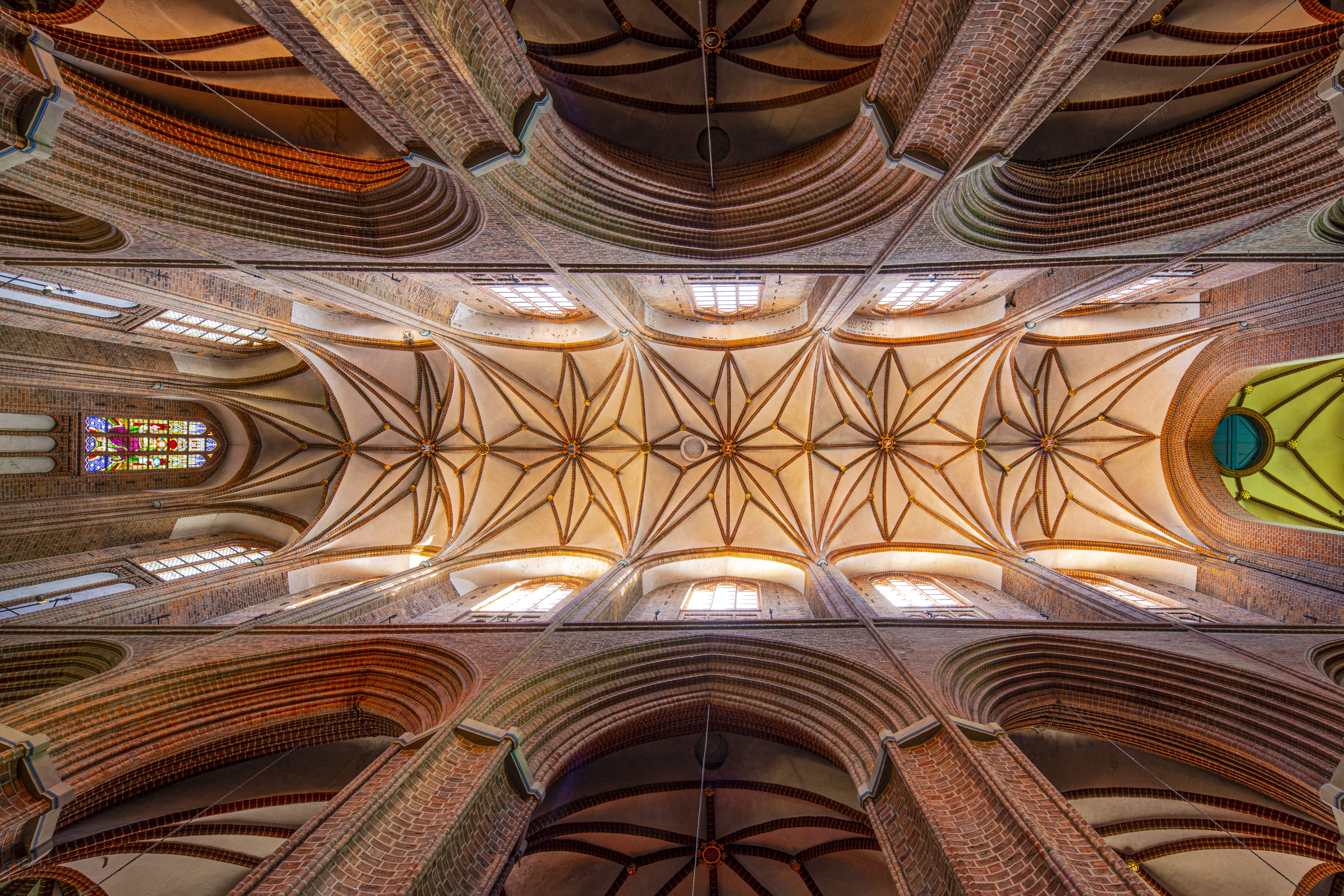
Lüneburg, St. Nicolai, Foto © EuRoB, Eiko Wenzel

Zur Europäischen Route der Backsteingotik gehören folgende Städte, Orte und Regionen (Stand Januar 2022):

### In Dänemark
- Løgumkloster

### In Deutschland

#### Regionen
- Mecklenburg-Vorpommern

#### Städte
- Anklam
- Bad Doberan
- Brandenburg an der Havel
- Buxtehude
- Bützow und Bützower Land
- Eberswalde
- Flensburg
- Frankfurt (Oder)
- Greifswald
- Güstrow
- Jüterbog
- Lüneburg mit Bardowick und Kirchenkreis Lüneburg
- Neubrandenburg mit Burg Stargard
- Neukloster
- Parchim
- Pasewalk
- Prenzlau
- Ribnitz-Damgarten
- Rostock
- Stendal
- Stralsund
- Tangermünde
- Wolgast

#### Bauwerke
- Kloster Chorin
- Marienkirche in Lübeck
- Nikolaikirche in Wismar
- 4 Lüneburger Klöster (Ebstorf, Isenhagen, Lüne, Medingen)

### In Polen
- Chełmno (Kulm)
- Gdańsk (Danzig)
- Grudziądz (Graudenz)
- Myślibórz (Soldin)
- Olsztyn (Allenstein)
- Płock
- Sławno (Schlawe)

Auch Privatpersonen sowie Unternehmen und Institutionen unterstützen die Arbeit des Vereins: AG Norddeutsche Backsteinbasiliken, Torhaus Doberan, Deutscher Verband für Wohnungswesen, Städtebau und Raumordnung sowie das Landesamt für Kultur und Denkmalpflege Mecklenburg-Vorpommern.